# Szöllősy Géza
Szöllősy Géza (Máramarossziget, 1901. július 21. – Budapest, 1970. szeptember 29.) matematika–fizika szakos középiskolai tanár, a szentesi Horváth Mihály Gimnázium igazgatója.

## Pályája

### Iskolái, pályakezdése
Középiskolai tanulmányait szülővárosában végezte, 1919-ben érettségizett. Ezt követően a trianoni szerződés miatt Romániához csatolt területről Magyarországra távozott, s a Szegedi Egyetemre iratkozott be, ahol matematika-fizika szakos diplomát szerzett. Tanári munka híján évekig alkalmi munkákból élt, közben folyamatosan képezte magát. 1928-tól Makón előbb a református polgári iskolában, majd az állami internátusban, végül az állami reálgimnáziumban tanított. Szentesre 1935. július 1-jével került.  Tehetségét, műveltségét hamar felismerték, így a város kulturális és társadalmi életébe is gyorsan bekapcsolódott: előadásokat, ünnepi beszédeket tartott iskolai és iskolán kívüli rendezvényeken, közben 1936-ban a Kultúr Egyesület titkárává nevezték ki. 1939-ben rábízták az 1937-ben létesült kétéves kereskedelmi szaktanfolyam vezetését. A tanfolyam egyik alapító tanára, Irsa Katalin lett a felesége. Ez a tanfolyam volt az őse a későbbi közgazdasági szakiskolának, a mai Boros Sámuel Szakközépiskolának. A kereskedelmi tanfolyamot 1941-ig irányította.

### A gimnázium élén
Az év tavaszán a minisztériumi rendelet értelmében vissza kellett térnie szülővárosába, hogy a helyi leánygimnázium igazgató helyettesi állását betöltse. Néhány hónapot töltött új munkahelyén, amikor a minisztérium visszahelyezte Szentesre. Járay Imre nyugalomba vonulását követően a gimnázium vezetését bízták rá. Ezt a feladatát 1961-ig nyugalomba vonulásáig ellátta.
Rendkívül nehéz időkben kellett helytállnia. Szöllősy Géza azonban minden körülmények között meg tudta őrizni tekintélyét és elfogadottságát. Mindezt kizárólag emberi habitusának köszönhette: a rendkívüli tárgyi tudás, az emberekkel való bánás képessége, valamint kivételes humanizmusa játszott ebben döntő szerepet. Igazgatósága alatt a Horváth Mihály Gimnázium tanulói addig nem ismert számban jelentek meg a tudományos élet és a közélet élvonalában. Éveken keresztül a megye középiskolái közül ismételten a Szentesen érettségizettek kerültek be legjobb arányszámmal az egyetemekre és főiskolákra.  Rendkívüli tekintélyét mutatja, hogy kollégái „Közép-Európa legjobb igazgatójaként” emlegették.

### Ember és pedagógus
Szöllősy Géza a szentesi gimnázium egyik legnagyobb hatású tanáregyénisége volt. Hatalmas tudása, hihetetlen memóriája és rendkívüli műveltsége kiemelte őt még nagy tudású kartársai közül is. Az utolsó polihisztorok egyike volt Szentesen. Akármelyik gimnáziumi tantárgyat képes volt szakszerűen helyettesíteni.  – nyilatkozta róla Imre Ernő református lelkipásztor. Nem mertek vele vitatkozni még a szaktanárok sem, mert ha valamit Géza bácsi másként mondott, mint ahogy a szaktanár tudta, akkor jobban tette, ha elkezdett utánajárni a lexikonban. Szöllősy igazgató úr ugyanis szinte valamennyi tudományterületen otthonos volt. Latin nyelvi, történelmi és földrajzi tájékozottsága pedig egészen kiemelkedőnek minősíthető. Tudása mellett tanítói képessége is rendkívülinek mondható. Az általános vélekedés szerint óráin szinte minden anyagrészt egyszerűvé, közérthetővé és könnyen alkalmazhatóvá tudott tenni.
Ám nem csupán a tárgyi tudás növelésére törekedett ő és az általa vezetett tanári kar, de a tanulók jellemének, erkölcsiségének fejlesztésére is. 1942 karácsonyán a Szentesi Napló hasábjain terjedelmes cikkben fejtette ki pedagógiai eszményképét.
Nem akarunk kibocsájtani az iskola falai közül munkától húzódozó, kötelességét nem teljesítő ifjúságot. Az anyag jelentékeny részét elfelejti, de a munkára szoktatás, a közösség szolgálatának gondolata örök útitársa marad egy életen át. A nemzet nem kitűnőeszű, de hanyag emberekre építi fel jövőjét, hanem a hétköznap munkásaira.
Ne gondolja senki, hogy a gimnázium élettől távol álló, satnya, éjjel-nappal magoló ifjúságot tart mintaképének, aki csak a könyvek között érzi jól magát és egy szélfúvástól már beteg lesz. Nem és százszor nem! A mi ideálunk kisportolt, helyét mindenütt megálló, egyenes lelkű magyar ifjú, aki szereti a szépet, élvezni tudja a zenét és általában az igazi művészetet. Aki nem vendéglőben találja meg szórakozását, nem tölti idejét füstös levegőben billiárdozással, hanem a szabadban kirándulásokon. Viszont be kell látni mindenkinek, hogy az iskolának az oktatás is elsőrendű feladata, amit elhanyagolni nem szabad. … Nem kíván az iskola soha lehetetlent. Hiszen majdnem ott tanulják meg az anyagot, ha odafigyelnek és nem kalandozik az eszük a texasi sheriffek birodalmában.
Emberi és pedagógiai jellemét jól tükrözi a kortárs visszaemlékezés, az oral history.  Szöllősy Géza ismerői, barátai, egykori tanítványai anekdotikus történetek sokaságával elevenítik fel alakját, s a legnagyobb elismerés és csodálat hangján beszélnek róla. Egyetlen mondatban is kifejezhető jellemzést adnak a jeles pedagógusról: nagyszerű ember volt. Kifogástalan megjelenés, kellő szigor, ugyanakkor megértő empátia jellemezte. Úgy tudott fegyelmet tartani, hogy nem kellett kiabálnia, ám ha egy-egy tanulót mégis megintett, soha nem haragudott rá. Mindezek miatt a diákság rokonszenve és mérhetetlen tisztelete vette körül. A vészkorszak idején amennyire lehetett, segítette a zsidó származású tanítványait.
A nehéz időszakban rendkívül emberségesen vezette a gimnáziumot. A mások iránti tisztelete, az embersége az, ami megfogott bennünket. Tanárokat és diákokat egyaránt. Nagy tudású, nagyon képzett ember volt. Mindig minden helyzetben volt egy jó szava mindenkihez. Úgy tudott fegyelmezni, hogy nem alázott meg senkit, és a segítő szándék mindig a sajátja volt.
De nem csupán az iskolában, a város egész társadalmában megbecsülést vívott ki magának. Igazi úriemberként tartották számon, amit jól mutat, hogy a nála alacsonyabb társadalmi helyzetűekkel szemben is udvariasan, nagylelkűen, sőt olykor alázatosan viselkedett.

### Tevékenysége a háborút követő években
A háború után a rendkívüli szegénység, a pénz és nyersanyaghiány, majd az 50-es évek nehéz politikai viszonyai között kellett vezetnie az intézményt. Mindez nem kis kihívást jelentett számára. 1946-tól több tanárt úgynevezett B-listára tettek, ez azt jelentette, hogy nem kaphattak állást. Szöllősy ekkor megszervezte a diáktanácsot, és velük szövetkezve érte el, hogy a B-listás tanárok is álláshoz juthassanak.  De nem csak kollégáira volt gondja. Elődjéhez, Járay Imréhez hasonlóan fokozott figyelemmel kísérte a szegény sorsú, de tehetséges gyermekek gimnáziumi útját. Ösztöndíjak biztosításával, népi kollégiumi felvétellel, a népi származásúak számára megnyíló, kivételes továbbtanulási lehetőségek biztosításával nem egy jelentős karrier elindítója volt.
Személyének megbecsülését és tekintélyét jelzi az 1956-os forradalom utáni megtorlás egyik helyi momentuma. A gimnáziumi tanárok közül többen szimpatizáltak a forradalommal, ezért 1956 decemberében komoly kihallgatások kezdődtek, Szöllősy Gézát letartóztatták. Ekkor a város elit értelmiségi tagjai közül többen kiálltak mellette. Dr. Bugyi István, dr. Máté Konrád és más orvosok kérvényezték a gimnázium igazgatójának szabadon bocsátását, ellenkező esetben a gyógyítás szüneteltetését helyezték kilátásba. A hatóság engedett, és karácsonyra már otthon volt a tanár úr.
Személye és tudása megkérdőjelezhetetlen volt. Amikor a népművelés a TIT keretében megindult, mindenki természetesnek vette, hogy a Szentes városi TIT Szervezet elnökévé őt választották, s az is maradt 1965-ig. Elnöksége alatt a TIT több jelentős rendezvénnyel keltette új életre a város kulturális életét. Az oktatói tevékenység mellett iskolai kirándulások lelkes szervezője, vezetője volt, és a gimnáziumi sakkcsapat első táblás játékosa.  Nyugalomba vonulása 1961-ben nem jelentette a gimnázium életével való kapcsolatának megszakadását. Mint a matematika tanára szinte ezután bontakoztatta ki tanítási módszerét, és ennek eredményességét be is bizonyította magántanítványain.

## Tagságai
- Szentesi református egyház presbitériuma
- Szentesi református egyház iskolaszéke
- Népművelési Bizottság
- Szentesi Kultúr Egyesület (ügyvezető elnök)
- Szentesi Tudományos Ismeretterjesztő Társulat (elnök)

## Elismerései
- A Felvidéki Emlékérem tulajdonosa (1943)[30]
- Oktatásügy kiváló Dolgozója (1959)[31]

## Emlékezete

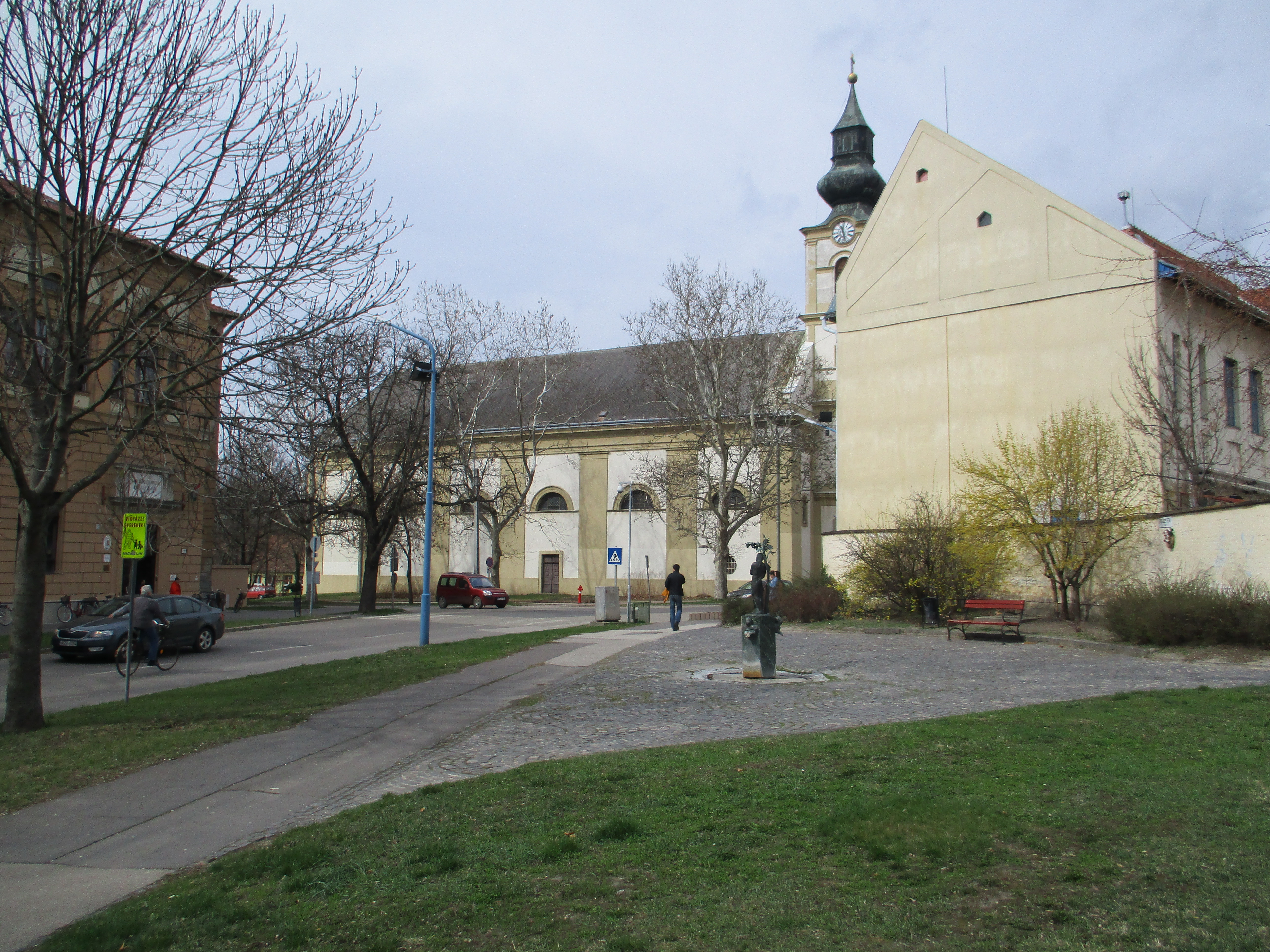
A Szöllősy Géza tér a gimnáziummal szemben

2000 októberében a Horváth Mihály Gimnáziummal szemben lévő kis teret róla nevezték el.

## Róla szóló irodalom
- Szabó Róbert: Egy tanár emlékére. Csongrád megyei Hírlap 1970. okt. 2. 8. o.
- Tóth Istvánék utcát neveznének el Szöllősy Gézáról. A szeretett igazgató. Szentesi Élet 2000. márc. 24. (e-Könyvtár Szentes)
- Bucsány György: Száz éve született Szöllősy Géza. Szentesi Élet 2001. júl. 27., aug. 3. (e-Könyvtár Szentes)
- Avattak „Uttyepár!” Szentesi Mozaik 2001. szept. 8.
- Blahó Gabriella: Egy rendszerfüggetlen igazgató: Szöllősy Géza. Délmagyar 2008. jún. 14. 11. o.